# Teletekst
Teletekst is een oproepbare informatiebron via de televisie. Het teletekstsignaal wordt met de normale televisie-uitzending meegestuurd in de beeldlijnen die buiten het normale beeld vallen. Bij slecht afgestelde televisietoestellen is dit weleens te zien als steeds veranderende zwarte en witte puntjes aan de boven- of onderkant van het beeld. Dit signaal wordt door een ingebouwde decoder uit het ontvangstsignaal gefilterd, waarna de gebruiker de gewenste informatie met de afstandsbediening kan opzoeken. Ook kunnen hiermee de televisieprogramma's van ondertiteling voorzien worden (Teletekst-pagina 888 voor NPO).

## Geschiedenis
Teletekst is speciaal ontwikkeld voor het ondertitelen van televisieprogramma's voor doven en slechthorenden. De Britse omroep BBC heeft dit in korte tijd weten te ontwikkelen. Binnen twee jaar na de aankondiging in 1972 waren de eerste proefuitzendingen met ondertiteling een feit (1973-1974). Dit teletekstsysteem bleek ook geschikt voor andere doeleinden, zodat ook goedhorenden er profijt van hebben.
De BBC is in Europa nog steeds koploper bij de ondertiteling van televisieprogramma's voor doven. Vrijwel alles wordt – al dan niet live – ondertiteld, ook de educatieve programmering 's nachts.
In 1974 ging de BBC als eerste van start met teletekst onder de naam Ceefax, wat een verbastering is van het Engelse "see facts". Daarna volgden Zweden SVT (12 maart 1979) en Oostenrijk ORF (21 januari 1980).

## Techniek
De originele specificatie bepaalde dat een pagina geïdentificeerd werd met een eencijferig magazinenummer (1-8) en een tweecijferig paginanummer (00-99).
Het nummer van een teletekstpagina begint dus nooit met 0 of 9. Er zijn dan ook maar drie bits beschikbaar voor het eerste cijfer van het paginanummer, dus acht mogelijkheden. Veel televisietoestellen staan wel toe dat de gebruiker een 0 of 9 als eerste cijfer opgeeft, maar dat wordt dan als identiek beschouwd met respectievelijk 8 en 1. Dus zijn pagina 045 en pagina 845 dezelfde pagina, evenals pagina 167 en 967. Andere toestellen geven een vraagteken weer, wanneer de 0 of 9 als eerste wordt ingetoetst op de afstandsbediening.
Voor de laatste twee cijfers zijn er dus, vanwege het binaire systeem, per cijfer vier bits beschikbaar. Dat geeft zestien mogelijkheden per cijfer, terwijl er maar tien nodig zijn. Sommige zenders – vooral in Duitsland – gebruiken de extra mogelijkheden om gegevens uit te zenden die door daarvoor bestemde ontvangers kunnen worden ontvangen.

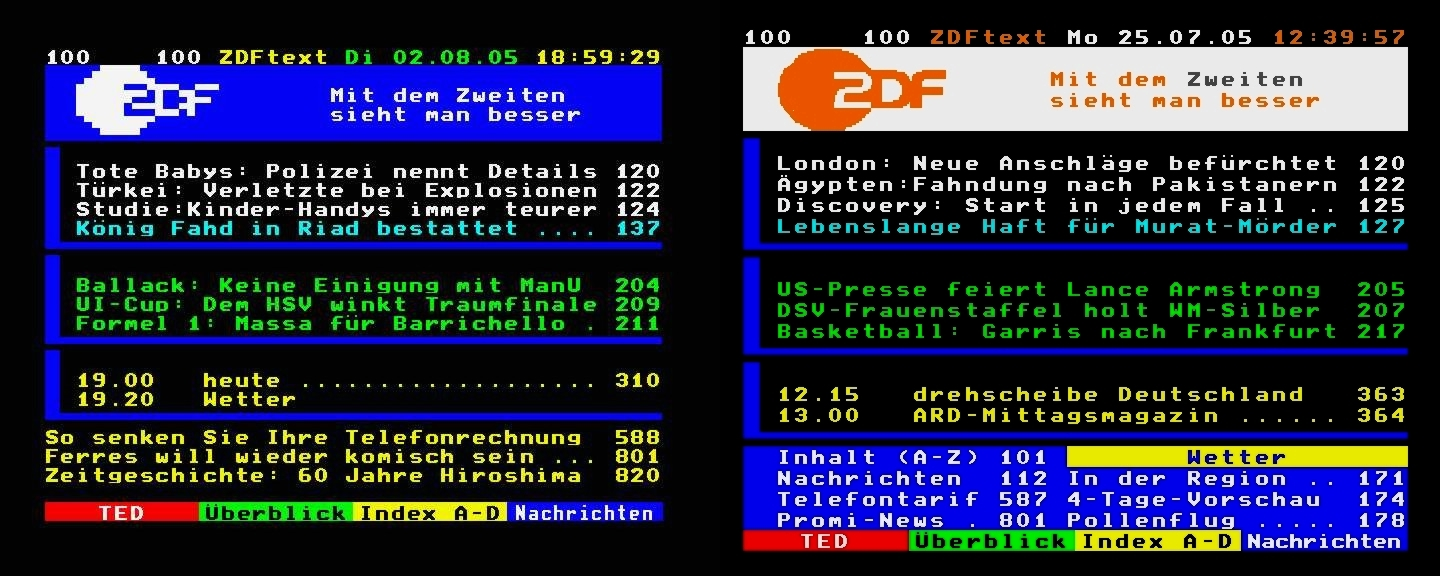
Een vergelijking tussen de Level 1,0- en de 2,5-standaard op de Duitse teletekst van ZDF

In 2000 werd een nieuwe grafische standaard voor teletekst op de Europese markt geïntroduceerd: Level 2,5, ook wel HiText genoemd. Met Level 2,5 is het mogelijk om een achtergrondkleur te gebruiken op teletekstpagina's, ook zijn plaatjes in grotere en fijnere resoluties mogelijk. De effecten zijn alleen zichtbaar indien de televisie een speciale chip hiervoor heeft. Vrijwel alle nieuwe tv's zijn anno 2024 hiermee uitgerust.
Deze ‘Level 2.5’-standaard wordt maar door weinig Europese tv-stations gebruikt, alleen de ZDF gebruikt deze als achtergrondkleur en het logo op de indexpagina, de NOS als achtergrondkleur, samen met een testpagina, en de zender ARTE en 3sat op enkele pagina's. Een nadeel van Level 2,5 is dat deze vertraagd weergegeven wordt na het opstarten van teletekst. Er moet immers extra data uit het Teletekstsignaal worden geladen wat extra tijd kost. Hiermee zal Level 1 altijd werkzaam blijven zolang Level 2,5 wordt gebruikt.

## Teletekstgebruik

### Teletekst in Vlaanderen
De BRT (VRT) bood teletekst aan van 8 mei 1980 tot 1 juni 2016, waarna het systeem definitief is beëindigd per einde 2016. De ondertiteling van programma's op de 888-pagina blijft behouden. Na het gradueel afbouwen van de informatie die via teletekst aangeboden werd (o.a. duivensport, beurscommentaar, vliegtuiglandingen) en door het minder frequent actualiseren van de aangeboden informatie daalde het aantal gebruikers van teletekst. In 2005 bekeken dagelijks 800.000 mensen de teletekstpagina's van de VRT. In 2009 waren dit nog slechts 599.388 mensen per dag en in 2013 werd het cijfer van 2009 verder gehalveerd tot ongeveer 295.381 Vlamingen per dag. In 2014 daalde dat naar 123.709.
Omroep VTM lanceerde zijn teletekst op 1 februari 1996. Op 31 oktober 2014 werd de dienstverlening stopgezet. De functies werden overgenomen door de website vtm.be en de VTM-app. De ondertitelfunctie op pagina 888 bleef beschikbaar.

### Teletekst in Duitsland
Op de televisiezenders ZDF en ARD ging teletekst (Videotext) officieel van start op 1 juni 1980.

### Teletekst in Nederland

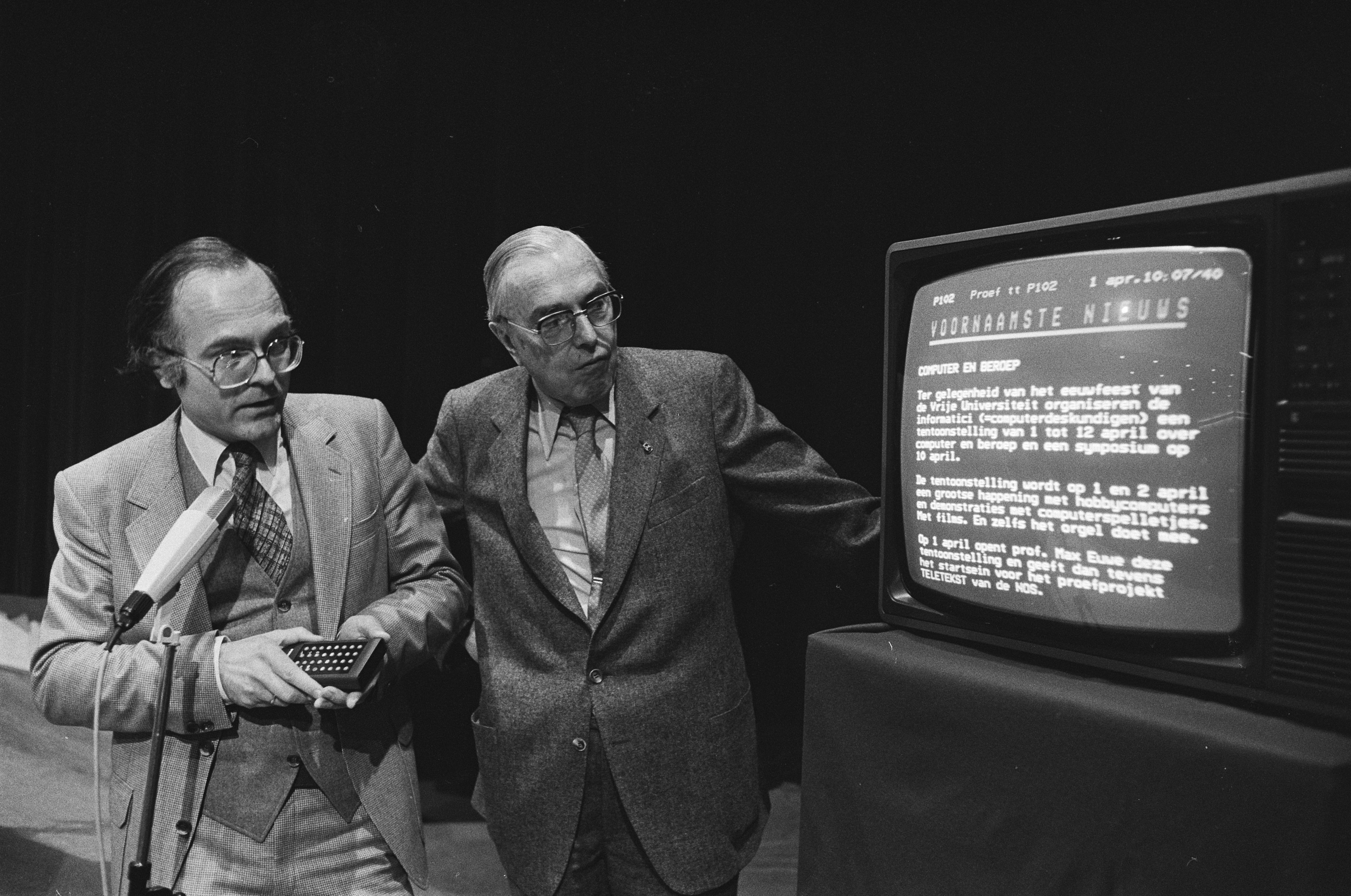
Start van NOS Teletekst in Nederland op 1 april 1980.

Het woord "teletekst" is een geregistreerd handelsmerk van de NOS. De Nederlandse versie van teletekst ging op 1 april 1980 onder beheer van de NOS officieel van start. Daar gingen jaren aan voorbereiding aan vooraf.
Hoewel teletekst is ontwikkeld voor het ondertitelen van televisieprogramma's, is het ondertitelen voor doven pas later op gang gekomen. Doven zijn de discussie over ondertiteling met de overheid en NOS gestart lang voordat er in Nederland sprake was van teletekst. De NOS zag eerst niet veel in het concept en hield het voor technisch niet uitvoerbaar. Doordat de BBC met proefuitzendingen aantoonde dat het technisch wel mogelijk was kon de volgende hobbel voor de doven worden genomen: na jaren aandringen en demonstraties van verschillende organisaties voor doven en slechthorenden kwam er een subsidie en werden bij de publieke omroep mondjesmaat televisieprogramma's ondertiteld.
Pas in 1976 lieten twee Nederlandse omroepmedewerkers zich in Londen voorlichten door de BBC. Daarna werd het systeem opgezet door Wim Stokla, voormalig adjunct-hoofdredacteur van het Journaal en Joop Marmelstein, toenmalig chef binnenland.
Beide mannen bedachten dat op pagina 101 de belangrijkste nieuwskoppen staan en deden aanbevelingen voor de schrijfwijze op het nieuwe medium en de kleurstellingen.
Op 4 februari 1977 werd het systeem tijdens een besloten bijeenkomst voorgelegd aan leden van de Tweede Kamer en afvaardigingen van ministeries en bedrijven. De NOS mocht verder experimenteren en in 1978 werd voor het eerst het nieuwe systeem op de Firato getoond aan het grote publiek.
Toen het systeem in 1980 'live' ging, waren bij de NOS 700 mensen bekend die Teletekst op hun (dure) televisietoestel konden ontvangen. Tien jaar later kon een derde van de Nederlanders de 101 lezen en in 2000 was het bereik volgens de dienst Kijk- en Luisteronderzoek (KLO) 93 procent.
Op NPO 1, NPO 2 en NPO 3 verzorgt de NOS de teletekstpagina's alsmede op de internetpagina van de NOS (zie 'Externe links'). Ook verzorgt de NOS teletekstpagina's bij de digitale kanalen NPO Politiek en NPO Nieuws. De meeste commerciële televisiezenders zijn gestopt met het aanbieden van een teletekstservice. Op 1 april 2017 is RTL Nederland gestopt met RTL Text. Op 1 januari 2018 stopten SBS6, Veronica en Net5 met hun teletekstdienst. De ondertitelingen op 888 en 889 zijn nog beschikbaar. In september 2024 werd aangekondigd dat Teletekstpagina 722 met berichten en stremmingen voor de binnenvaart in het buitenland  per 1 januari 2025 wordt opgeheven. De informatie zal voortaan op EuRIS te vinden zijn.

#### Trivia over NOS-teletekst
- De Railverkeersleiding van de Nederlandse Spoorwegen publiceerde reeds in de jaren 1990 direct actuele reisinformatie via Teletekst, lang voordat dit op de website van de NS het geval was. Toen de NS wel actuele reisinformatie op de website opnam, vermeldde de NS-website aanvankelijk niet de Railverkeersleiding als informatiebron, maar NOS-teletekst.[9]
- Teletekst wordt weliswaar beheerd door de NOS, maar verschillende pagina's worden door andere organisaties gevuld, zoals Schiphol en de verschillende omroepen.[10]
- De ondertitelredactie die verantwoordelijk is voor pagina 888 is sinds 2003 een aparte redactie, en valt onder de Publieke Omroep. Voorheen was de ondertiteling te bekijken via de pagina's x99, waarin x het nummer van Nederland 1, 2 of 3 was.
- Voor sportstatistieken heeft de NOS een apart bedrijf ingeschakeld dat resultaten beheert, namelijk Gracenote Sports.
- Op 1 januari 2000 werd als ludieke reactie op de millenniumbug op pagina 101 het nieuws van 1 januari 1900 getoond.[11]
- Rond de kerstperiode is een kerstafbeelding te zien.[12]
- Sinds 2010 is NOS Teletekst ook beschikbaar als app voor mobiele smartphones en tablets. Aanvankelijk was de app ook beschikbaar voor het in de zomer van 2013 gestopte Symbian, verder is de app beschikbaar voor Apple-, Android- en Windows 10 Mobile-toestellen. Ook is NOS Teletekst te vinden op de site van NOS.
- NOS Teletekst is op 1 november 2023 gemigreerd naar een nieuw technisch systeem omdat het oude, genaamd Cyclone, uit 1980 dateerde en niet meer onderhouden kon worden.[13][14]
- De NOS heeft op 4 augustus 2025 Teletekst officieel toegankelijk gemaakt via SSH waarmee gebruikers teletekst kunnen raadplegen via een terminal.[15] De service is te bereiken via de meeste SSH-clients op teletekst.nl.

#### Gevechten
De NOS was niet de enige partij die inzag dat teletekst een gouden toekomst voor zich had. In de jaren 70 kon de NOS voorkomen dat de kranten het medium zouden overnemen, begin jaren 80 eisten verschillende publieke omroepen de zeggenschap op en toen de NOS dat pleidooi had beslecht, moest de omroep voorkomen dat het ANP de berichten ging schrijven. Deze gevechten om het medium werden op zeer hoog politiek niveau gestreden. In de strijd met de omroepen dreigde Stokla zelfs enkele malen met aftreden om te voorkomen dat de heldere zoekstructuur verloren ging.
Wel kregen de omroepen eigen pagina's die ze prompt gingen vullen met eigen nieuws - vaak hetzelfde als al op de 101 stond. In 1992 kwam daar een eind aan, toen RTLText, de teletekstdienst van RTL, zich een serieuze concurrent toonde.
Ook het ANP kreeg dankzij CDA-Kamerlid Piet van der Sanden deels wat het wilde: zeggenschap over het nieuws. Een door de NOS betaalde redactie ging op 1 juli 1988 van start. De oprichters Stokla en Marmelstein hadden toen vanwege de politieke gevechten om teletekst de NOS al verlaten.
Binnen de NOS fungeerde teletekst lange tijd in een isolement en de overgang van de nieuwsredactie naar het ANP was weinig succesvol; ook binnen het ANP waren de redacteuren afgezonderd van de rest van het persbureau en de relatie met de teleteksters van de NOS was ronduit slecht.
Dankzij de Mediawet in 1988, kon de NOS op 31 december 1994 het maken van nieuwsberichten weer volledig in eigen hand nemen. Omdat het ANP commercieel wilde gaan, kon de toenmalige chef van Teletekst, Frans Collignon, met de Mediawet in de hand bij de politiek bedingen dat een wetsartikel over de gedwongen winkelnering bij het ANP zou worden geschrapt.
Sindsdien zijn het nieuws en sportnieuws weer volledig in handen van Teletekst. In 2003 werd de redactie onder hoofdredacteur Gio Lippens enkele jaren samengevoegd met de internetredactie van de NOS, maar sinds december 2004 is het geïntegreerd met de redactie van NOS-Radionieuws. Eind 2005 vallen alle nieuwsafdelingen van de NOS onder één hoofdredactie. Ook de sportredactie heeft een eigen hoofdredacteur, die verantwoordelijk is voor de sportpagina's van Teletekst.